# 中央 (列日)
中央（法語：Centre，法語發音：[sɑ̃tʁ] ⓘ）是比利时列日省列日的街区，是列日的市中心。列日采邑主教宫、列日柱碑和列日市政厅位于此处。